# Oligia rufa
Oligia rufa är en fjärilsart som beskrevs av Tutt 1891. Oligia rufa ingår i släktet Oligia och familjen nattflyn. Inga underarter finns listade i Catalogue of Life.